# Cymodopsis albaniensis
Cymodopsis albaniensis är en kräftdjursart som beskrevs av Baker 1926. Cymodopsis albaniensis ingår i släktet Cymodopsis och familjen klotkräftor. Inga underarter finns listade i Catalogue of Life.